# Franciscus Meganck
Franciscus Dominicus Meganck (Menen, 26 mei 1684 - Leiden, 12 oktober 1775) was een Zuid-Nederlands katholiek priester die aansloot bij de Oud-Katholieke Kerk in Utrecht.

## Levensloop
Meganck was de derde van de twaalf kinderen van Petrus Meganck en Anna Clara Cardinael. Hij volgde de middelbare Latijnse school in zijn geboortestad en studeerde vervolgens in het Driutiuscollege in Leuven. Hij kwam er in aanraking met de jansenistisch gezinde professoren Huygens, Joannes Opstraet en Verschuren. 
In 1709 werd hij tot priester gewijd in Doornik, maar aangezien hem in dit bisdom geen ambt werd aangeboden, keerde hij naar Menen terug, waar hij als zanger voor het opluisteren van kerkdiensten werd betaald.
In februari 1713 verliet hij de Oostenrijkse Nederlanden en trok naar Utrecht, waar hij aansloot bij de van Rome afgescheurde oudkatholieken. Hij werd benoemd tot kapelaan bij J.C. van Erkel, pastoor in het Begijnhof van Delft, een der meest overtuigde leden van de afgescheurde kerkgemeenschap. In 1719 werd hij pastoor in Schoonhoven. 
Meganck liet zich kennen als een van de hevigste verdedigers van de oudkatholieken en hun leer. Hij was op het algemeen concilie van 1719 een van de 74 ondertekenaars van het door de Utrechtse geestelijken gepubliceerde appel tegen de pauselijke bul Unigenitus. In 1727 werd hij pastoor van de H. Fredericuskerk in Leiden, een stichting door Hugo van Heussen, een van de leiders van de oudkatholieke kerk. Hetzelfde jaar werd hij kanunnik van het Utrechts kapittel en, na de dood van zijn partijgenoot M. Oosterlingh, werd hij boekencensor. In die hoedanigheid gaf hij goedkeuring aan een Missale romanum die in het Nederlands was vertaald, alsook aan Chronicon congregationis Oratorii Domini Jesu per provinciam archiep. Mechliniae diffusae, 1626-1729.
Op 5 november 1751 werd hij deken van het Utrechtse kapittel, in opvolging van Nic. Broedersen. Er was toen veel discussie binnen de oudkatholieke gemeenschap over de vraag of geld uitlenen tegen rente wel toelaatbaar was. Er werd hierover heel wat tegenstrijdigs gepubliceerd en ook Meganck mengde zich in het dispuut. Hij ging ook de strijd aan met de subdiaken Leclerc uit Rouen, die in Holland verbleef, en theses verspreidde over het gezag van den paus, over de kerkvaders en de Kerk, enz. die indruisten tegen de overtuigingen van de Utrechtse kerk en trouwens in 1763 op een in Utrecht gehouden concilie van de oudkatholieken veroordeeld werden. Meganck presenteerde er een traktaat waarin de stellingen van Leclerc methodisch werden besproken en afgewezen.
Op 7 februari 1768 werd Walter Mich. Nieuwenhuysen tot aartsbisschop van de oudkatholieken gewijd door de oudkatholieke bisschop Joannes van Stiphout, bijgestaan door een tweede bisschop en door Meganck, als deken van het kapittel van Utrecht. Enkele maanden later werden de wijheren en de wijdeling door paus Clemens XIII geëxcommuniceerd.
Hoogbejaard nam Meganck in 1771 ontslag als pastoor en bleef inwonen bij zijn opvolger, Adriaan Wittert, een familielid van de Amsterdamse familie Wittert-Krijs. Hij werd in Warmond begraven en de lijkrede die Adriaan Wittert hield werd in druk uitgegeven.

## Publicaties
- Propositionum in constitutione Clementis Papa XI, ab exordio dicta Unigenitus, damnaiarum collatio cum quibusdam Sacra Scriptura locis, ac Sanctorum Patrum testimoniù, Rijsel, 1716.
- Preek over de gehoorsaamheid aan den Paus.
- Réfutation abrégée du livre qui a pour litre: "Traité du Schisme", 1718.
- Nauwkeurige en uit de kerkelyke gedenkschriften opgehelderde wederlegging van zeker boekje genaemd "het tiende hoofdstuk", 1724.
- Défense des Contrats de rentes rachetables des deux cotez communément usitez en Hollande, ou Reßexions sur la lettre de M..., docteur de Sorbonne, du 25 mars 1730, à M. Van Erkel, Amsterdam, 1730.
- Suite de la Défense des contrats de rentes rachetables des deux cotez communément usitez en Hollande, Amsterdam, 1731.
- Lettre de la primauté de saint Pierre et de ses successeurs, Utrecht, 1764 en 1772.